# Amydetes vivianii
Amydetes vivianii é um vagalume da família Lampyridae. É notável pelo seu brilho bioluminescente mais intenso e mais próximo do azul do que de outros vagalumes. Essa característica levou a uso de seu DNA em biotecnologia para detecção de anticorpos contra covid-19.

## Nomenclatura
Inicialmente chamado de A. fanestratus, esse nome foi considerado um nomen nudum, e portanto inválido. A espécie foi então descrita como Amydetes vivianii em 2014 por pesquisadores da UFRJ, junto com uma revisão completa do gênero, realizada com apoio da FAPERJ, Capes e CNPq.
Um dos artigos que utilizou o nome A. fanestratus em 2011 foi corrigido em 2015, substituindo o nome incorreto "fanestratus" pelo correto "vivianii".
A etimologia do seu nome "vivianii" é em homenagem ao pesquisador brasileiro Vadim Viviani, que estudou a espécie e sua bioquímica.

## Biologia
Indivíduos dessa espécie são encontrados no campus da Ufscar em Sorocaba desde 2006, e encontrados também na cidade vizinha de Votorantim. Na descrição da espécie, o holótipo foi coletado em Pirassununga, e os parátipos em Itu, São Carlos e Nova Europa, todos no estado de São Paulo, Brasil.
Os adultos têm o corpo marrom, cabeça amarelada e grandes antenas, e são ativos entre os meses de setembro a dezembro.

## Bioluminescência
Vagalumes possuem as proteínas luciferina e luciferase que, quando combinadas com oxigênio e ATP, produzem luz.
Essa espécie chama a atenção por produzir luz com pico na frequência 534 a 538 nm, mais próxima do azul do que de outros vagalumes. A cor azul é geralmente percebida entre 450 e 490 nm, e outros vagalumes coletados nos mesmos locais tiveram brilho variando entre 542 até 584 nm. Portanto, entre os vagalumes, A. vivianii é uma das espécies com luz mais azulada conhecida.
O brilhos dos animais vivos é contínuo. Outros vagalumes têm brilho contínuo, em pulsos ou flashes.
Em análises bioquímicas, a luciferase da A. vivianii demonstrou ter alta afinidade por ATP e por luciferina, além de ser estável mesmo se exposta ao calor, tornando-a promissora para análises bioquímicas. Seu pico de emissão de luz varia com o pH, emitindo luz a 538 nm em pH 8 e variando pra 554-594 nm em pH 6, mas varia menos do que de outros vagalumes.

## Biotecnologia e detecção de Covid-19
As proteínas luciferina e luciferase já são comumente utilizadas em biotecnologia, servindo para indicar presença de ATP ou expressão gênica.
Durante a pandemia de Covid-19, uma das demandas da sociedade é por métodos de detectar se uma pessoa está infectada pelo vírus SARS-CoV-2 ou não. Diversos métodos de detecção surgiram, alguns deles detectando diretamente proteínas do vírus, e outras detectando os anticorpos gerados pelo corpo em reação à presença do vírus. Surgiu, então, uma nova possibilidade de uso das proteínas dos vagalumes.
Em 2021, uma pesquisa apoiada pela FAPESP anunciou que uma proteína retirada do vagalume Amydetes vivianii poderia ser utilizada como teste de detecção de anticorpos para a Covid-19. Essa espécie foi escolhida por gerar um dos brilhos bioluminescentes mais fortes e estáveis entre os vagalumes. Felizmente, não é necessário caçar nem criar o vagalume para obter a proteína: seu DNA foi clonado, ou seja, retirado e implantado em bactérias E. coli, que são fáceis de seres cultivadas e produzem grandes quantidades da proteína luciferase. A patente desta invenção foi solicitada.